# Беличенко, Юрий Викторович
Юрий Викторович Беличенко (род. 1966, Полтавская область) — советский лётчик, капитан Военно-воздушных сил СССР. В период Первой карабахской войны был лётчиком по найму в составе ВВС Азербайджана.

## Биография
Юрий Беличенко родился в Полтавской области. В 1987 году окончил высшее лётное военное училище в Армавире.
В том же году был направлен служить в Азербайджанскую ССР. Службу проходил в составе 82-го истребительного авиационного полка 19-й армии ПВО Закавказского военного округа. Пять лет охранял воздушные границы с Турцией и Ираном на самолётах МиГ-25. В апреле 1992 года авиаполк, где служил капитан ВВС СССР Беличенко, был расформирован. С провозглашением независимости Азербайджаном Беличенко предложили заключить контракт в устной форме, совершать боевые вылеты на азербайджанских самолётах в Нагорный Карабах, пообещав зарплату в 5000 долларов месяц и квартиру. Однако даже первой зарплаты, по словам Беличенко, он не дождался.
По состоянию на 1992 год женат; семья, включая сына и дочь, жили в Киеве.

### Участие в Карабахской войне
Согласно наиболее информированным наблюдателям большинство пилотов в рядах ВВС Азербайджана составляли наемники, поскольку у самого Азербайджана было очень мало пилотов, способных управлять боевыми самолётами.
Большинство азербайджанских воздушных атак на армянские города Нагорного Карабаха, по признаниям Беличенко, были не целенаправленными и предназначались для того, чтобы деморализовать гражданское население. Такие нападения на гражданское население и гражданские объекты запрещаются международным правом.
В ходе боев в Мардакертском районе 20 августа 1992 года зенитным огнём МиГ-25ПД Беличенко был сбит над селом Мехмана. Пилот благополучно катапультировался и попал в плен, после чего был доставлен в министерство безопасности Нагорного Карабаха, где его на пресс-конференции для иностранных журналистов продемонстрировали в качестве примера использования Азербайджаном наёмников. Согласно показаниям Беличенко, после расформирования части ему некуда было податься, и он дал согласие на просьбу эмиссаров Народного Фронта Азербайджана перегнать за умеренную плату самолёты с военного аэродрома в населённом пункте Насосный на военный аэродром в Гянджу. После чего Беличенко было предложено совершить боевые вылеты в районы, находящиеся под контролем армян.
В Карабахе на боевые задания летал месяц. Перед очередным вылетом мне давали карту с нанесенными на ней объектами. подлежащими уничтожению. Что это были за объекты мне не говорили
Всего за время нахождения в рядах ВВС Азербайджана с целью бомбардирования Беличенко на самолете МиГ-25ПД совершил 16 вылетов, на момент сбития Беличенко все ещё состоял на службе в 19-й армии РФ. Военным трибуналом Нагорного-Карабаха был приговорён к высшей мере наказания — к смертной казни, позже был помилован. После помилования Беличенко, по некоторым сведениям, служил начальником аэропорта в Степанакерте.
Согласно одним сведениям, после помилования решением президента Армении Левона Тер-Петросяна, откликнувшегося на просьбу президента Украины Леонида Кучмы, Беличенко отправлен на Украину. Однако по словам первого чрезвычайного и полномочного посла Украины в Армении Александра Божко, сразу после освобождения из степанакертской тюрьмы Юрий Беличенко отбыл в Россию.
Дальнейшая судьба Беличенко неизвестна.

## примечания
1. 1 2 3 4 5 6  В. Савичев. Славяне под исламскими знамёнами. АиФ (25 ноября 1992). Дата обращения: 16 марта 2019. Архивировано 13 мая 2021 года.
2. 1 2 3 4 5  «Azerbaijan: Seven years of conflict in Nagorno-Karabakh Human rights documents»(том 1245). Изд-во Human Rights Watch, 1994 г. ISBN 1-56432-142-8, 9781564321428 стр 108(118)
3. 1 2 3 4 5  Жирохов Михаил «Воздушная война в Нагорном Карабахе»(журнал Авиамастер № 6//2000 г. стр. 6)
4. ↑  Жирохов М. А. Авиация в Нагорном Карабахе. Архивировано из оригинала 28 апреля 2010 года.
5. ↑  [eadaily.com/ru/news/2016/07/05/armyanskiy-ekspert-v-pervuyu-karabahskuyu-voynu-ukrainskie-neonacisty-sluzhili-v-armii-azerbaydzhana-letchikami-i EurAsia Daily, 5 июля 2016. Армянский эксперт: В Первую карабахскую войну украинские неонацисты служили в армии Азербайджана летчиками и артиллеристами]. Дата обращения: 16 марта 2019. Архивировано 31 июля 2020 года.
6. ↑  Олександр Божко. По следам одного процесса. ARAVOT (8 января 2018). Дата обращения: 17 марта 2019. Архивировано 16 марта 2019 года.